# Christ Church (parish i Barbados)

Christ Church läge på Barbados

Christ Church är en parish i Barbados. Den ligger i den södra delen av landet, sydost om huvudstaden Bridgetown. Antalet invånare var vid 2010 års folkräkning 43 127. Arean är 57 kvadratkilometer. 
Terrängen i Christ Church är platt.
Följande samhällen finns i Christ Church:
- Oistins